# ثبات دستورالعمل
ثبات دستورالعمل یا IR
بخشی از واحد کنترل پردازنده است که دستورالعمل در حال اجرا یا رمزگشایی را ذخیره می‌کند.در پردازنده‌های ساده هر دستورالعملی که قرار است اجرا شود در این ثبات لود می‌شود.
فرق IR با شمارنده برنامه program counter) PC) این است که IR دستورالعمل را ذخیره می کند ولی PC آدرس آنرا در حافظه.